# Pingyuan (1889)
Pingyuan (平遠), później Heien (平遠) – chiński pancernik obrony wybrzeża z końca XIX wieku, pojedynczy okręt swojego typu. Był pierwszym okrętem pancernym zbudowanym w Chinach. Wszedł do chińskiej służby w 1889 roku pod nazwą „Longwei”, zmienioną wkrótce na „Pingyuan” (spotyka się też starsze latynizacje: „Ping Yuen” lub „Ping-yüan”).
Brał udział w wojnie japońsko-chińskiej w latach 1894–1895, w toku której został zdobyty przez Japonię. Służył następnie w marynarce Japonii jako kanonierka pancerna pod nazwą odczytywaną jako „Heien”. Brał udział w wojnie rosyjsko-japońskiej, podczas której zatonął we wrześniu 1904 roku na minie pod Port Artur.
Wyporność maksymalna okrętu wynosiła 2640 ton. Napędzały go maszyny parowe; wadą okrętu była niewielka prędkość 10,5 węzła. Uzbrojenie główne stanowiło jedno działo kalibru 26 cm i dwa kalibru 15 cm.

## Budowa
„Pingyuan”, zbudowany w stoczni marynarki (arsenale) w Fuzhou (ang. Foochow) w latach 80. XIX wieku, jest uważany za pierwszy pełnowartościowy zaprojektowany i zbudowany w Chinach okręt pancerny. Głównym konstruktorem był młody inżynier Wei Han, który wcześniej uzupełniał wiedzę w Europie, będąc wysłany z misją zakupu materiałów. Projekt wzorowany był prawdopodobnie na francuskim pancerniku obrony wybrzeża „Achéron”. Płyty pancerne i uzbrojenie pochodziły z Niemiec, maszyny i kotły prawdopodobnie były produkcji stoczni Fuzhou. Uważany początkowo za krążownik pancerny, z racji niskiej prędkości określany jest jako pancernik obrony wybrzeża. W służbie japońskiej ostatecznie ze względu na umiarkowaną wielkość został zaklasyfikowany jako kanonierka pancerna. „Pingyuan”, pierwotnie noszący nazwę „Longwei”, był trzecim najsilniej uzbrojonym okrętem chińskim po dwóch pancernikach typu Dingyuan. Z uwagi na niską prędkość, nie nadawał się jednak do zadań krążowniczych. Ponadto, ujemną cechą posiadanego zestawu uzbrojenia była niska szybkostrzelność, wynikająca z dużego kalibru głównego działa, oraz posiadanie tylko po jednej armacie kalibru 15 cm strzelającej na każdą z burt.
Stępkę pod budowę okrętu położono 7 grudnia 1886 roku (dane dotyczące budowy były podawane w starszych źródłach ogólnikowo i nieprecyzyjnie, w tym podawano rok rozpoczęcia budowy 1883). Okręt wodowano 29 stycznia 1888 roku. 15 maja 1889 roku rozpoczęto próby morskie. Podczas prób utracił prawą śrubę (być może na skutek uderzenia w skałę), lecz uszkodzenia naprawiono i 29 września 1889 roku wyszedł na ponowne próby, co można uznać za datę ukończenia. Koszt budowy wynosił 524 000 taeli. Początkowo nosił nazwę „Longwei” (w starszej transkrypcji Lung Wei, pol. „Moc smoka”). 16 maja 1890 roku nazwę zamieniono na „Pingyuan” w celu ujednolicenia z innymi okrętami Floty Beiyang (w starszej transkrypcji Ping Yuen). Nazwa oznaczała: „Pacyfikujący z daleka”.

## Opis okrętu

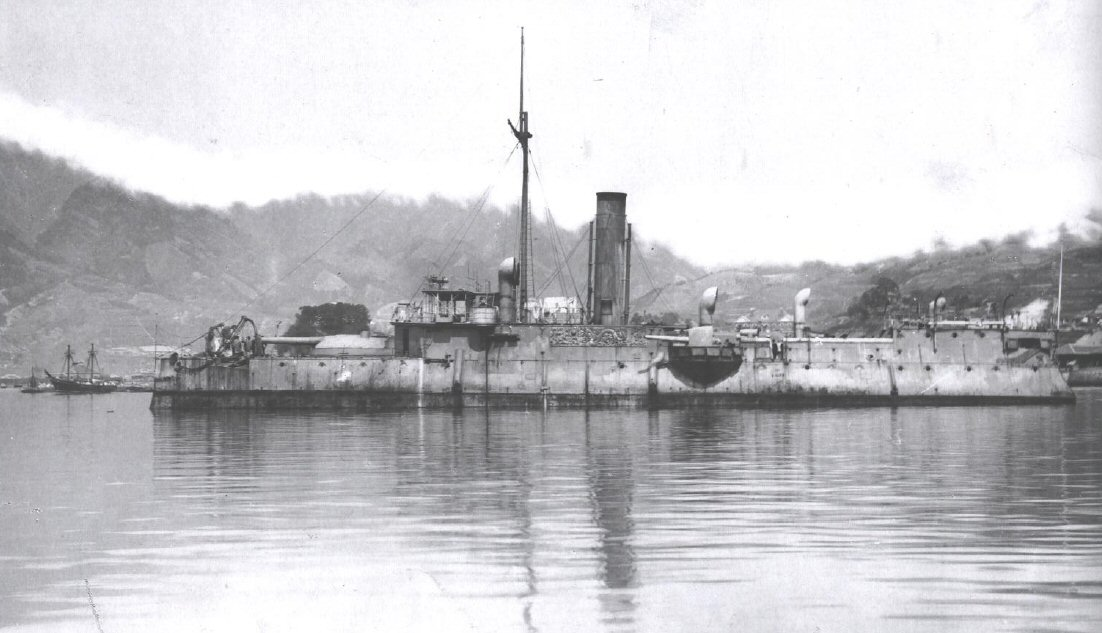

### Opis ogólny
Okręt miał stosunkowo krótki kadłub konstrukcji gładkopokładowej, o małym wydłużeniu, z niskimi burtami. Dziób miał formę taranową. Burty w części nadwodnej były nachylone do środka. Na śródokręciu i samej rufie znajdowały się nadbudówki, których boczne ściany łączyły się z burtami i połączone były nadburciami, tworząc optycznie całość. Na pokładzie dziobowym umieszczone było główne uzbrojenie – krótkolufowa armata kalibru 260 mm Kruppa na barbecie wpuszczonej w kadłub, przykryta wypukłą, lekko opancerzoną osłoną, tworzącą wieżę. Za wieżą artyleryjską na pokładzie znajdowała się pancerna wieża dowodzenia, wchodząca w skład kompleksu nadbudówek śródokręcia. Na wierzchu nadbudówki był mostek kapitański z rozbudowanymi skrzydłami, za nim jeden prosty maszt i wysoki komin pośrodku długości okrętu, o niewielkim pochyleniu w tył. Za nadbudówką, na poziomie pokładu górnego, umieszczona była artyleria średnia – dwa działa kalibru 15 cm Kruppa na podstawach z lekko opancerzonymi maskami, na silnie wystających sponsonach, po jednym na każdej burcie. Nad nadbudówką rufową i po obu stronach komina były umieszczone łodzie okrętowe. Artyleria pomocnicza w postaci ośmiu lekkich dział miała stanowiska w ścianach nadbudówek śródokręcia i rufowej oraz odkryte stanowiska na pokładach nadbudówek.
Wyporność normalna wynosiła 2150 ton, a pełna 2640 ton. Długość całkowita wynosiła 65,5 m. Długość na linii wodnej wynosiła 60,95 m, a długość między pionami 60 m. Szerokość wynosiła 12,2 m, a zanurzenie: 4,2 m.
Załoga okrętu była podawana w granicach 201–204 osób, a w służbie japońskiej do 250 osób.

### Uzbrojenie
Pojedyncza armata 260 mm Kruppa miała długość lufy 25 kalibry (L/25) i strzelała pociskami o masie 204,3 kg (według innych publikacji, odpowiednio L/22 i 162,1 kg). Donośność wynosiła do 7400 m przy kącie podniesienia 16,5° (dane dla długości L/22). Szybkostrzelność wynosiła tylko 1 strzał na 5 minut. Dwa działa 15 cm Kruppa (faktyczny kaliber 149,1 mm) w stanowiskach na burtach miały długość lufy L/35 i strzelały pociskami o masie 45,4-50,8 kg. Były to działa odtylcowe typu BL – o niskiej szybkostrzelności. Donośność wynosiła ok. 7000 m, a szybkostrzelność 1,5 strz./min. Artyleria pomocnicza składała się z ośmiu lekkich dział Hotchkiss kalibru 47 mm i 37 mm (część publikacji podaje mylnie działa kalibru 75 lub 76 mm). Uzbrojenie uzupełniały cztery (lub trzy) wyrzutnie torped kalibru 450 mm (stała na dziobie, ruchome w obu burtach na rufie i według części źródeł stała w stewie rufowej). Wyrzutnie w części rufowej były ruchome w zakresie od 40° w stosunku do osi podłużnej kierunku rufy do 85° na boki.

### Opancerzenie
Opancerzenie okrętu tworzył główny pas pancerny na linii wodnej, rozciągający się na całej długości okrętu. Na śródokręciu osiągał największą grubość 203 mm, obejmując na długość kotłownię i maszynownię (ponad połowa długości okrętu), a na dziobie i rufie – 127 mm. Pancerz był typu compound (warstwowy stalowo-żelazny). Ochronę burt uzupełniał węgiel w zasobniach od wewnętrznej strony. Pas pancerny był przykryty wewnętrznym pokładem pancernym grubości 51 mm, płaskim na śródokręciu i opadającym ku dziobowi i rufie. Barbeta artylerii głównej miała grubość pancerza 127 mm, a nakrywająca ją wypukła przykrywa (wieża) – 37 mm. Przed bitwą koło ujścia Jalu przykrywa barbety została usunięta. Wieża dowodzenia miała pancerz 127 mm. Maski dział 150 mm miały pancerz 37 mm.

### Napęd
Napęd okrętu stanowiły dwie pionowe maszyny parowe potrójnego rozprężania o mocy 2400 KM indykowanych. Znajdowały się we wspólnej maszynowni, podzielonej grodzią wzdłużną. Parę dostarczały cztery kotły typu lokomotywowego (cylindryczne), ponadto okręt miał dwa kotły pomocnicze. Maszyny poruszały dwie śruby. Prędkość projektowa wynosiła 10,5 węzła. Podczas prób osiągnięto prędkość maksymalną 12,5 w przy forsowaniu maszyn, co zakończyło się awarią śruby. Oceniano, że w toku służby w Chinach prędkość nie przekraczała 6 węzłów. Zapas paliwa – węgla wynosił 350 ton. Zasięg wynosił 3000 mil morskich.

## Służba

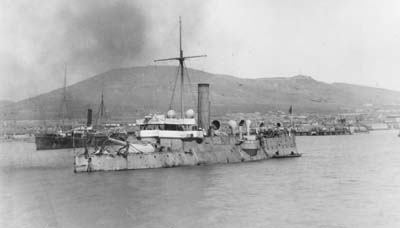
„Pingyuan”

Po usunięciu w stoczni wykrytych usterek, „Pingyuan” został 16 maja 1890 roku włączony w skład najsilniejszej chińskiej Floty Beiyang. Wziął udział w wojnie japońsko-chińskiej w latach 1894–1895, jego dowódcą był wówczas Li Helian. Przed wybuchem wojny, w czerwcu 1894 roku okręt wraz z innymi krążownikami osłaniał transporty wojsk chińskich do Korei i wysadzenie ich w zatoce Asan. 16 i 17 września 1894 roku osłaniał wysadzenie wojsk u ujścia Jalu, wraz z kanonierką torpedową „Guangbing”, dwoma małymi kanonierkami typu Rendel i dwoma torpedowcami („Fulong” i „Zuodui”), na skutek którego doszło do bitwy u ujścia Jalu z japońską flotą. „Pingyuan” z okrętami swojego zespołu nie został początkowo włączony do głównego zespołu adm. Dinga z uwagi na niską prędkość, po południu jednak dopłynął z nimi na pole bitwy i wziął następnie aktywny udział w jej drugiej fazie. Ich pojawienie się na kursie 1. Lotnej Eskadry udaremniło japoński zamiar okrążenia prawego skrzydła chińskich sił głównych pod koniec pierwszej fazy bitwy. Pod koniec bitwy „Pingyuan” został uszkodzony licznymi trafieniami dział japońskich krążowników pancernopokładowych 1. Lotnej Eskadry, głównie „Yoshino”, które spowodowały liczne pożary. Otrzymał około 200 trafień, w sumie jednak uszkodzenia nie były ciężkie. Podczas bitwy, trafił krążownik „Matsushima” z działa 260 mm, lecz pocisk nie wyrządził wiele szkód, gdyż okazał się ćwiczebny, wypełniony cementem (zginęło jedynie 4 ludzi). „Matsushima” z kolei uszkodził jego główne działo. Na okręcie zginęło 14 i zostało rannych 25 członków załogi. Po bitwie, „Pingyuan” był naprawiany z innymi okrętami chińskimi w Port Arthur, po czym pozostawał w bazie Weihai. Uczestniczył od końca stycznia 1895 roku w obronie bazy Weihaiwei.
16 lutego 1895 roku „Pingyuan” został zdobyty przez Japończyków w zajętym Weihaiwei. Został następnie wcielony 16 marca tego roku do służby japońskiej pod nazwą „Heien”. Nazwa, podawana w części publikacji w starszej transkrypcji „Hei Yen”, wynikała z japońskiego odczytania oryginalnej nazwy i zachowała to samo znaczenie („pacyfikujący z daleka”). 21 marca 1898 roku zaklasyfikowano go jako kanonierkę I klasy. Pozostawiając działo 260 mm, zamieniono jego przestarzałą artylerię średnią Kruppa (dwa działa kalibru 150 mm i 8 dział 75 mm) na typowe dla Japończyków szybkostrzelne dwa działa kalibru 152 mm QF L/40 Armstronga i 8 kalibru 47 mm L/40.
„Heien” brał udział w wojnie rosyjsko-japońskiej w 1904 roku. 26 maja 1904 roku w składzie zespołu czterech kanonierek kmdra por. Nishiyamy ostrzeliwał rosyjskie pozycje podczas bitwy pod Jinzhou. Brał następnie udział w ostrzale bazy Port Artur, wchodząc w skład zespołu „Saien” działającego na prawym skrzydle 3 Armii. Rano 18 września 1904 roku wpadł na dryfującą minę w okolicy Port Artur, 1,5 mili morskiej na zachód od wyspy Iron i zatonął w ciągu kilku minut. Zginęło 198 członków załogi, w tym dowódca kmdr. por. Asaba. Zagrodę 16 min w tym rejonie postawił dwa dni wcześniej rosyjski niszczyciel „Skoryj”. Okręt zatonął na pozycji 38°57′N 120°56′E/38,950000 120,933333. Oficjalnie został skreślony z listy floty dopiero 21 maja 1905 roku.